# Strażnica KOP „Jastrzębów”

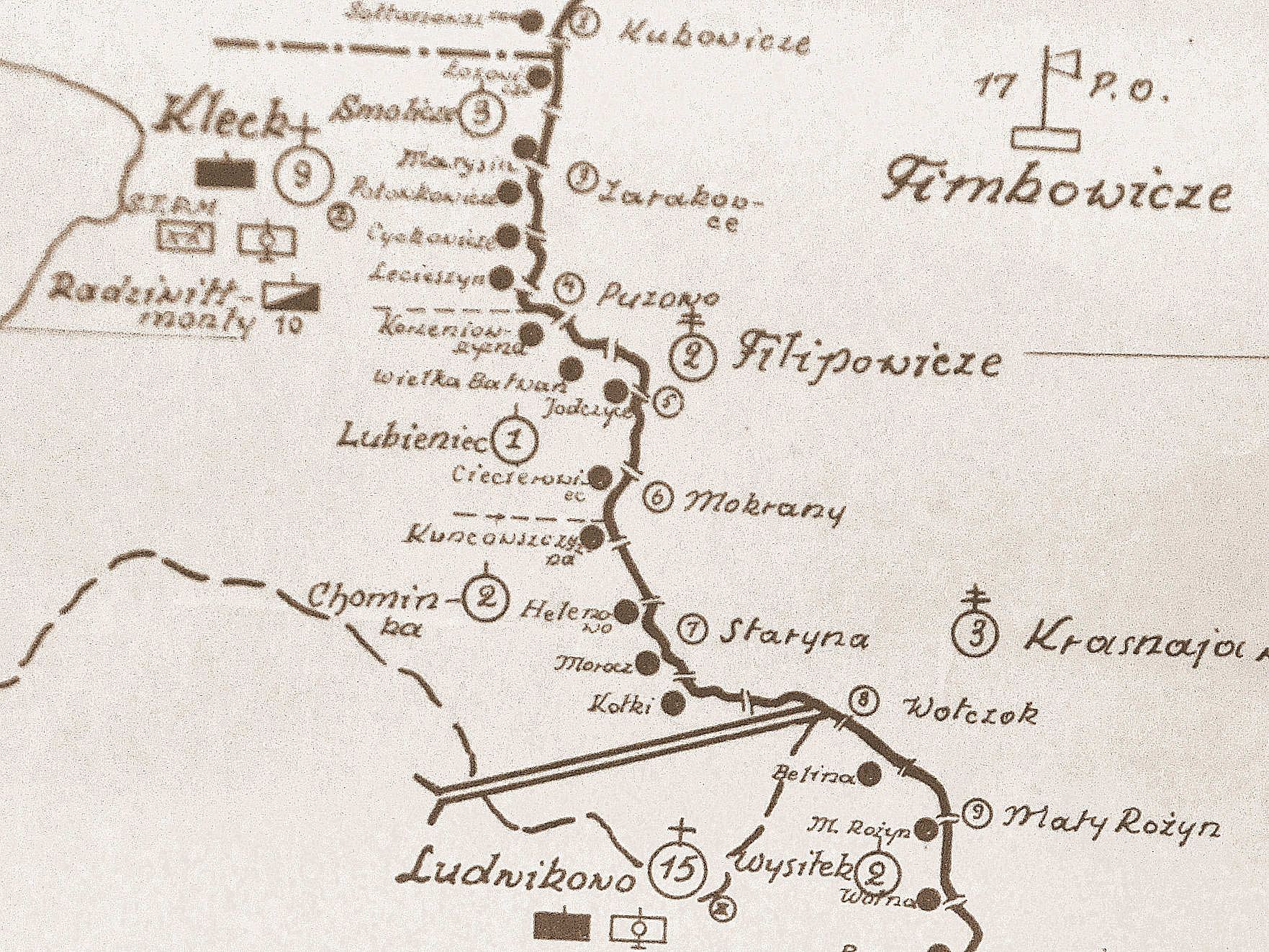
Rozmieszczenie batalionu KOP „Kleck” w 1931

Strażnica KOP „Jastrzębów” – zasadnicza jednostka organizacyjna Korpusu Ochrony Pogranicza pełniąca służbę ochronną na granicy polsko-sowieckiej.

## Formowanie i zmiany organizacyjne
W 1924, w składzie 2 Brygady Ochrony Pogranicza, został sformowany 9 batalion graniczny. W 1928 w skład batalionu wchodziło 13 strażnic, w tym 136 strażnica KOP „Kołki”  . Z dniem 19 stycznia 1938 dowódca KOP zarządzeniem nr L.4840/tj.og.org/37 zmienił nazwę strażnicy KOP „Kołki” na „Jastrzębów. W 1939 strażnica znajdowała się w strukturze 1 kompanii KOP „Chominka” batalionu KOP „Ludwikowo”. Strażnica liczyła około 18 żołnierzy i rozmieszczona była przy linii granicznej z zadaniem bezpośredniej ochrony granicy państwowej.
W 1932 obsada strażnicy zakwaterowana była w budynku KOP. Strażnicę z macierzystą kompanią łączyła droga polna długości 12 km.

## Służba graniczna
Podstawową jednostką taktyczną Korpusu Ochrony Pogranicza przeznaczoną do pełnienia służby ochronnej był batalion graniczny. Odcinek batalionu dzielił się na pododcinki kompanii, a te z kolei na pododcinki strażnic, które były „zasadniczymi jednostkami pełniącymi służbę ochronną”, w sile półplutonu. Służba ochronna pełniona była systemem zmiennym, polegającym na stałym patrolowaniu strefy nadgranicznej, wystawianiu posterunków alarmowych, obserwacyjnych i kontrolnych stałych, patrolowaniu i organizowaniu zasadzek w miejscach rozpoznanych jako niebezpieczne, kontrolowaniu dokumentów i zatrzymywaniu osób podejrzanych, a także utrzymywaniu ścisłej łączności między oddziałami i władzami administracyjnymi. Strażnice KOP stanowiły pierwszy rzut ugrupowania kordonowego Korpusu Ochrony Pogranicza.
Strażnica KOP „Jastrzębów” w 1932 ochraniała pododcinek granicy państwowej szerokości 8 kilometrów 400 metrów od słupa granicznego nr 955 do 964, a w 1938 pododcinek szerokości 8 kilometrów 75 metrów od słupa granicznego nr 956 do 964.
Sąsiednie strażnice:
- 135 strażnica KOP „Rybna” ⇔ strażnica KOP „Belina” - 1928[3], 1929[4], 1931[5] , 1932[6], 1934[7], 1938[8]